# Chimaera van Arezzo

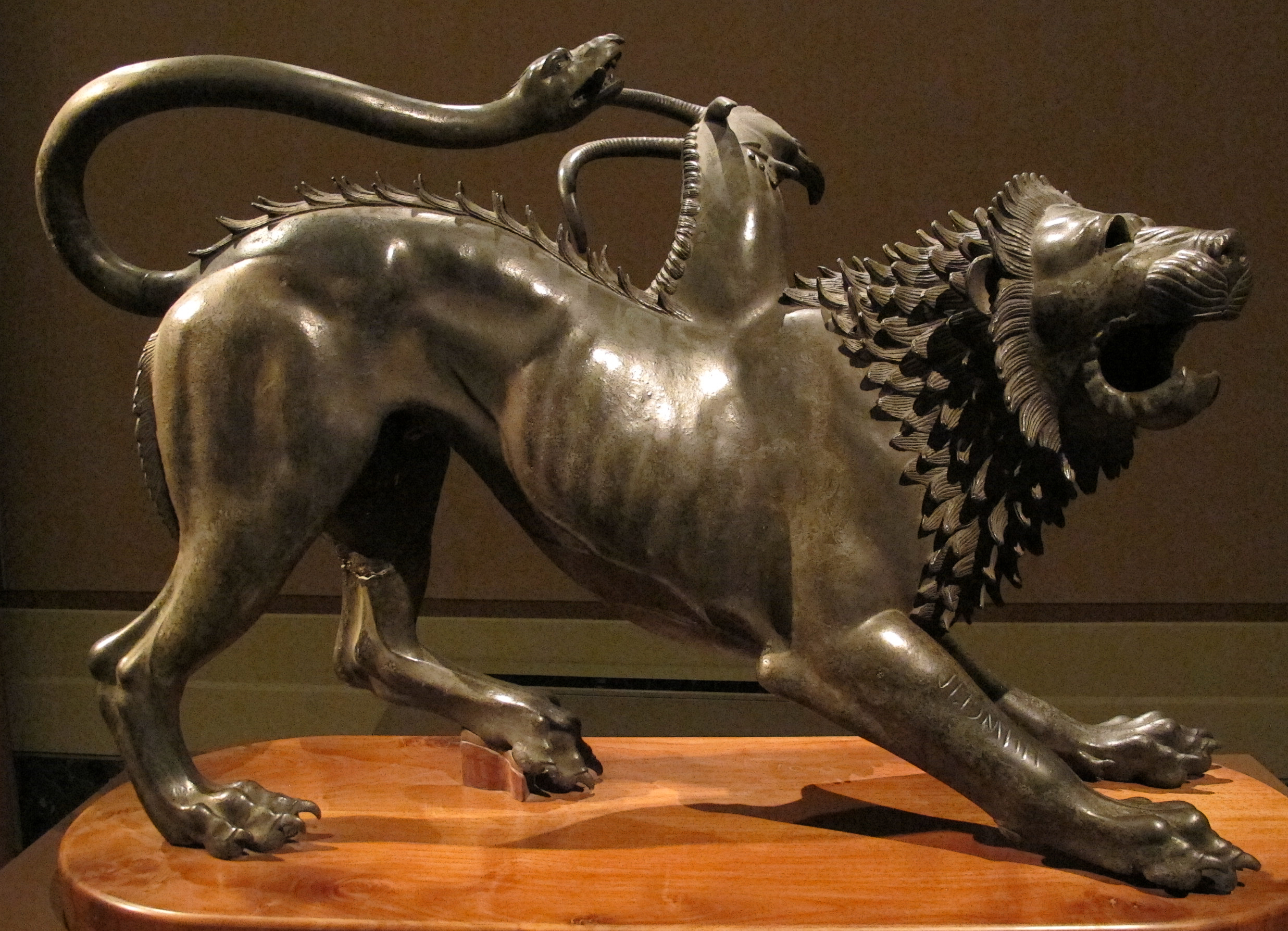
De beroemde Chimaera van Arezzo in de Sala dei Bronzi van het Museo archeologico nazionale di Firenze.

De "Chimaera van Arezzo" (Italiaans la Chimera di Arezzo) is een Etruskische bronzen anathema uit de 4e eeuw v.C. Het is een van de bekendste Etruskische kunstvoorwerpen ter wereld.
Het beeld werd in 1553 bij toeval gevonden nabij de stad Arezzo (Toscane), en werd vrijwel direct na de ontdekking opgeëist door de groothertog van Toscance Cosimo I de' Medici, die het in het Palazzo Vecchio te Florence plaatste. Het heeft sindsdien de stad niet meer verlaten. Momenteel bevindt het beeld zich in het Museo archeologico nazionale di Firenze.
De Chimaera is van brons, en ca. 75 cm hoog. Het werd waarschijnlijk tussen 380 en 360 v.C. gemaakt (Klassieke periode). De oogkassen zijn waarschijnlijk ingelegd geweest met ivoor. De rechtervoorpoot bevat een inscriptie in het Etruskisch: tinścvil (TLE 663). De linker voor- en achterpoot, waarvan aanvankelijk een stuk miste, zijn zeer waarschijnlijk door Benvenuto Cellini gerestaureerd.
Het beeld stelt een gewonde, dreigend grommende Chimaera voor (welbekend van de mythe van Bellerophon): een mythisch wezen met het lichaam van een leeuw (met een slang als staart), uit wiens rug een geitenkop ontspringt. Vermoedelijk behoorde het tot een groep waar ook een bronzen Bellerophon en misschien een bronzen Pegasos deel van uitmaakten.
Zoals zoveel Etruskische bronzen is dit beeld een anathema of wijgeschenk. Vermoedelijk is het beeld aan Tin(ia) (de oppergod in de Etruskische mythologie, equivalent aan de Griekse Zeus en de Romeinse Jupiter) gewijd, maar over de vertaling van de inscriptie bestaat discussie.